# Marigné-Peuton
Marigné-Peuton település Franciaországban, Mayenne megyében. Lakosainak száma 543 fő (2022. január 1.). Marigné-Peuton Peuton, Simplé, Château-Gontier-sur-Mayenne, La Roche-Neuville és Prée-d’Anjou községekkel határos.

## Népesség
A település népességének változása:
| Lakosok száma | 504  | 493  | 458  | 543  | 553  | 550  | 548  | 546  | 544  | 543  |
|               | 1968 | 1982 | 1990 | 2006 | 2013 | 2015 | 2017 | 2019 | 2020 | 2022 |